# 可児市立中部中学校
可児市立中部中学校（かにしりつ ちゅうぶちゅうがっこう）は、岐阜県可児市広見にある公立の中学校である。広眺ヶ丘（ひろみがおか）という住宅地に隣接して設置されている。

## 校訓
強く、賢く、美しく
加えて、公式Webサイトのトップページには「考え　力を合わせて　やり抜く　生徒の育成」と記載されている。

## 生徒数
2023年度では773名が在籍している。校区内の小学校は、広見小学校、東明小学校、旭小学校の3校である。

## 実績

### 学力
2018年の全国学力・学習状況調査では、全科目（国語A，国語B，数学A，数学B，理科）において全国平均を下回る結果が出ている。

### 教育
可児川、久々利川の水質調査など、環境教育に力を入れており、2008年、2009年に岐阜県より最優秀賞に選ばれている。

## 沿革
- 1947年（昭和22年）
  - 4月1日 - 
    - 可児郡広見町に広見町立広見中学校が開校。広見小学校の一部を仮校舎とする。
    - 可児郡平牧村に平牧村立平牧中学校が開校。平牧小学校の一部を仮校舎とする。
    - 可児郡姫治村に姫治村立姫治中学校が開校。姫治小学校の一部を仮校舎とする。
    - 可児郡久々利村に久々利村立久々利中学校が開校。公民館を仮校舎とする。

  - 7月14日 - 可児郡新学制実施協議会で、広見町、平牧村、姫治村、久々利村の4町村で、組合立中学校の設置が決まる。
- 1948年（昭和23年）8月2日 - 岐阜県議会で学校再配置が審議され、広見町、平牧村、姫治村、久々利村の4町村組合立中学校の設置が正式に決まる。
- 1949年（昭和24年）
  - 4月 - 広見中学校、平牧中学校、姫治中学校、久々利中学校を統合し、可児郡広見町・平牧村・姫治村・久々利村学校組合立中部中学校が開校。統合校舎は無く、旧・広見中学校を本校とし、各中学校が分校（平牧分校、姫治分校、久々利分校）となる。
  - 9月 - 統合校舎の建設地が決まる。
- 1952年（昭和27年）2月20日 - 統合校舎が完成し、入校式を行う。平牧分校、姫治分校、久々利分校を廃止。
- 1955年（昭和30年）
  - 2月1日 - 今渡町、広見町、土田村、久々利村、平牧村、春里村、帷子村が合併し、可児町が発足。同時に可児町立中部中学校に改称する。可児町の中学校であったが、運営は可児町姫治村学校組合が行う。
  - 4月1日 - 御嵩町の一部（旧・伏見町上恵土のうち、上野地区・前波地区・新田地区）が可児町に編入される。上野地区・前波地区・新田地区は中部中学校校区となる。
- 1960年（昭和35年）
  - 3月26日 - 4月1日に姫治村が可児町と多治見市に分割されるため、姫治村北小木・大針・大薮・下切字白山・下切字国京の児童は、この日をもって中部中学校から別れ、4月から多治見市立小泉中学校に移る。
  - 4月1日 - 可児町姫治村学校組合を解散。
- 1961年（昭和36年）6月14日 - 屋内運動場が完成。
- 1962年（昭和37年）5月1日 - 技術科教室が完成。
- 1984年（昭和59年）3月 - 新校舎（鉄筋コンクリート造4階建）が完成。
- 1988年（昭和63年）7月 - プールが完成。

## 通学区域[8]
- 久々利
- 柿下
- 久々利柿下入会（小滝苑を除く）
- 二野
- 緑ケ丘
- 羽崎
- 羽生ケ丘
- 下切
- 今
- 大森（1501番地6502から6563、1515番地5から7を除く）
- 大森台
- みずきケ丘
- 姫ケ丘
- 松伏
- 広見
- 広見1丁目、2丁目、3丁目、4丁目、5丁目、6丁目、7丁目
- 瀬田
- 柿田
- 渕之上
- 平貝戸
- 石森
- 石井
- 中恵土
- 広眺ケ丘

## 進学前小学校
- 東明小学校
- 旭小学校
- 広見小学校

## 著名な卒業生
- 揖斐祐治 （陸上競技選手）[9] - 駒澤大学に進学し第76回箱根駅伝の7区で区間賞を獲得[10]、同大学の初優勝に貢献した。

## 交通アクセス
- 名古屋鉄道新可児駅から徒歩20分[11]
- JR可児駅から徒歩20分[11]
- 東海環状自動車道可児御嵩インターチェンジから車で5分[11]